# Anindilyakwa
Anindilyakwa är ett australiskt språk som talades av 1484 personer enligt folkräkningen år 2016. Anindilyakwa talas i Nordterritoriet. Anindilyakwa klassificeras av Ethnologue som ett gunwingguanskt språk.
Språket anses vara hotat och dess närmaste släktspråk är wubuy. Människor i alla åldersgruppen använder språket.
Anindilyakwa skrivs med latinska alfabetet. Bibeln översattes till anindilyakwa år 1992.